# Gebietskörperschaft (Belgien)
Eine Gebietskörperschaft ist eine Körperschaft des öffentlichen Rechts, die die Gebietshoheit auf einem räumlich abgegrenzten Teil des Staatsgebietes besitzt. Diese Hoheit umfasst auch die Einwohner, wobei die wahlberechtigten Einwohner (Bürger) gesetzliche Vollmitglieder der Körperschaft sind. Die Gebietskörperschaft zeichnet sich durch ihre Beziehung zu einem Territorium in Form von Hoheitsgewalt im Rahmen der ihr zugewiesenen Aufgaben über alle Personen, die sich auf ihrem Gebiet aufhalten, sowie durch den Wohnadresse (bzw. Sitz bei juristischen Personen) ihrer Mitglieder, welcher sich in ihrem Gebiet befindet, aus. Gebietskörperschaften sind in Belgien:
- der Föderalstaat
- die Gemeinschaften und Regionen (Gliedstaaten)
- die Provinzen (untergeordnete Behörden)
- die Gemeinden (untergeordnete Behörden)
- einige andere Organe wie die Brüsseler Gemeinschaftskommissionen, die Brüsseler Agglomeration und die Antwerpener Distrikte

Keine Gebietskörperschaften sind:
- die Bezirke (manchmal fälschlich Arrondissements genannt)
- die Kantone